# Susan Jane Bradley
Susan Jane Bradley (1940, Niagara Falls) is een Canadese psychiater.
Bradley was voorzitter van de American Psychiatric Association DSM-IV Subcommissie voor Genderstoornissen. Ze was hoofd van de afdeling kinderpsychiatrie en was hoofdpsychiater bij het Hospital for Sick Children in Toronto en was adviserend psychiater bij het Clarke Institute for Psychiatry. Ze is emeritus professor aan de afdeling Psychiatrie van University of Toronto en fellow van het Royal College of Physicians.

## Carrière
Bradley behaalde haar diploma geneeskunde in 1967. Ze behaalde haar specialistische licenties in de psychiatrie en kinderpsychiatrie in 1972. Eind jaren zeventig richtte Bradley de Child and Adolescent Gender Identity Clinic op aan het Clarke Institute of Psychiatry.
Vroege modellen voor de behandeling van genderdysforie bij kinderen waren erop gericht pogingen om hun geslacht te accepteren en gedrag te veranderen om zo te voldoen aan de sociale verwachtingen (AGAB). Deze aanpak werd vooral bekend door het werk van Bradley en Kenneth Zucker, en via hun collega's van CAMH in Toronto, waar het bekend werd als het leven in je eigen huid-aanpak.
Volgens Bradley en Zucker is voorkomen dat kinderen een transitie ondergaan een meer ethisch klinisch doel dan een transitie te faciliteren. Dat standpunt is gebaseerd op het feit dat de meeste genderdysfore kinderen later homoseksueel blijken te zijn. Het afwijkende gedrag tijdens de kindertijd is volgens Bradley en Zucker in de meeste gevallen een vroege uiting van die homoseksualiteit en niet van transseksualiteit. Bradley en Zucker schatten de verhouding homoseksueel:transseksueel 80:20 bij deze groep jonge kinderen. Er kon door hun niet voorspelt worden welke patiënt homoseksueel of transseksueel bleek te zijn.
In samenwerking met haar co-auteur Kenneth Zucker zag Bradley meer dan 400 gevallen van kinderen en adolescenten met genderdysforie en aanverwante problemen.
In 2015 betoogde Bradley dat genderdysforie bij kinderen soms geworteld is in ernstige familieproblemen, die ten grondslag liggen aan angststoornissen of een psychologisch trauma en mogelijk een andere behandeling vergen dan verandering van geslacht.
In januari 2023 werd Bradley in een interview gevraagd naar haar gedachten over ROGD. Haar antwoord was dat ze dacht aan een soort sociale besmetting en heeft de overtuiging dat er sprake is van cult-vorming bij de tieners en jong adolescenten.

## Publicaties
Volgens het Web of Science heeft Bradley meer dan 50 artikelen gepubliceerd in peer-reviewed journals. Deze artikelen en haar boeken zijn meer dan 700 keer geciteerd, wat haar een h-index van 16 oplevert.

### Selectie
- Gender Identity Disorder and Psycho Sexual Problems in Children and Adolescents, 1996, Guilford Press, ISBN 978-0-89862-266-9, met Kenneth J. Zucker
- Affect regulation and the development of psychopathology, 2003, Guilford Press ISBN 1-57230-939-3
- "Physical Attractiveness of Girls with Gender Identity Disorder". 1996, The International Academy of Sex Research, Archives of Sexual Behavior, Vol. 25, No. 1